# Sierra de Carrascoy
Sierra de Carrascoy är en bergskedja i Spanien.   Den ligger i provinsen Murcia och regionen Murcia, i den sydöstra delen av landet, 400 km sydost om huvudstaden Madrid.
Sierra de Carrascoy sträcker sig 28,3 km i sydvästlig-nordostlig riktning. Den högsta punkten är 1 065 meter över havet.
Topografiskt ingår följande toppar i Sierra de Carrascoy:
- Sierra de los Villares
- Sierra del Puerto